# Cithaerias philis
Cithaerias philis är en fjärilsart som beskrevs av Pieter Cramer 1782. Cithaerias philis ingår i släktet Cithaerias och familjen praktfjärilar. Inga underarter finns listade i Catalogue of Life.